# Geschichte der Stadt Geldern

Das Stadtwappen von Geldern. Zu sehen ist der geldrische Löwe sowie die Geldrische Rosen auf blauen Grund.

Die Geschichte der Stadt Geldern reicht von ihren legendären Ursprüngen bis in die Gegenwart. Einer Legende zufolge besiegten die Brüder Wichard und Lupold von Pont um 879 einen feuerspeienden Drachen unter einem Mispelbaum. Im Todeskampf soll das Ungeheuer „Gelre! Gelre!“ gerufen haben, was zur Gründung der Stadt Geldern führte.
Im 11. Jahrhundert entstand die Grafschaft Geldern, benannt nach der Stadt Geldern. Die Grafen verlegten ihre Residenz zur Burg Geldern, die vermutlich um diese Zeit am Niersübergang errichtet wurde. Vor der Burg entstand zunächst nördlich, dann östlich von ihr vornehmlich im 13. Jahrhundert eine Ansiedlung, die bald mit Wällen, Mauern und Gräben geschützt wurde und städtische Rechte erhielt.
Im Laufe ihrer Geschichte war Geldern häufig Schauplatz territorialer Auseinandersetzungen. 1543 wurde die Stadt durch den Vertrag von Venlo Teil der Spanischen Niederlande. Die niederländische Provinz Gelderland ist seither nach der Stadt Geldern benannt. Mit dem Vertrag von Utrecht wurde Geldern 1579 Teil der Vereinigten Niederlande, wurde aber 1587 von der spanisch-habsburgischen Armee besetzt.
Im 19. Jahrhundert erlebte Geldern durch den Anschluss an das Eisenbahnnetz 1863 einen wirtschaftlichen Aufschwung. Während des Zweiten Weltkriegs wurde die Stadt mehrfach bombardiert, insbesondere Ende 1944 und am 14. Februar 1945, was zu erheblichen Zerstörungen führte. Nach dem Krieg wurde die Stadt wiederaufgebaut, darunter die Pfarrkirche St. Maria Magdalena, die 1952 neu errichtet und 2003/2004 renoviert wurde.
Heute ist Geldern eine moderne Stadt, die ihre reiche Geschichte bewahrt und gleichzeitig als regionales Zentrum für Handel und Kultur fungiert.

## Von der Steinzeit bis zur Ankunft der Römer
Die Region des heutigen Geldern war bereits in der Steinzeit besiedelt. Archäologische Funde wie Feuersteingeräte und Reibsteine belegen die Anwesenheit von Menschen in dieser Gegend während der Alt- und Mittelsteinzeit. In der Jungsteinzeit entwickelte sich die Region weiter, was durch verschiedene Axt- und Beilformen sowie Keramikfunde dokumentiert ist. Diese Artefakte zeugen von einer zunehmenden Sesshaftigkeit und der Entwicklung von Ackerbau und Viehzucht.
Vor der Ankunft der Römer war der Niederrhein, einschließlich der Region um Geldern, nur dünn besiedelt. Es gab keine Städte, sondern lediglich verstreute Dörfer und Weiler. Die Bevölkerung lebte hauptsächlich von Landwirtschaft und Viehzucht und nutzte die fruchtbaren Böden der Flussniederungen.
Mit der Ankunft der Römer um 12 v. Chr. änderte sich die Situation am Niederrhein grundlegend. Die Römer errichteten Militärlager und förderten die Entwicklung von Siedlungen, was zu einer dichteren Besiedlung und kulturellen Veränderungen in der Region führte.

## Geldern unter römischer Herrschaft

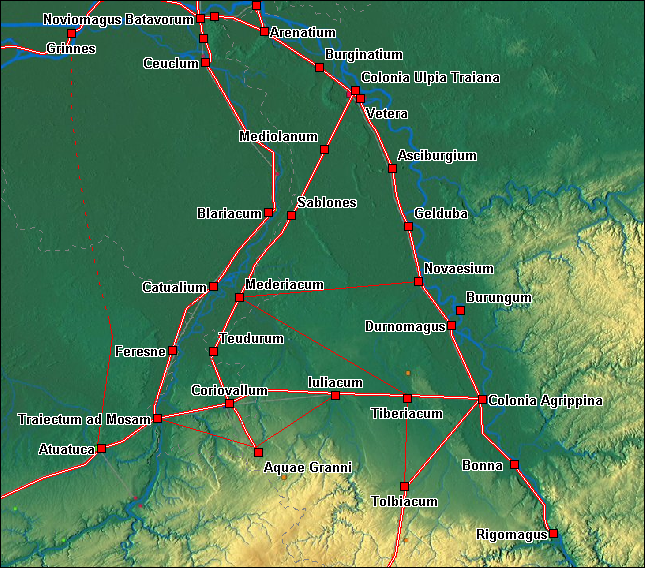
Mediolanum, das heutige Pont, innerhalb der Provinz Germania inferior. Pont ist ein heutiger Stadtteil Gelderns.

Während der römischen Herrschaft spielte das Gebiet des heutigen Geldern eine bedeutende Rolle als Teil der Provinz Germania inferior. Diese Region diente als strategisch wichtiges Grenzgebiet und war durch starke militärische Präsenz geprägt. Die Römer errichteten zahlreiche Militärlager entlang des Rheins, um ihre Nordgrenze – den sogenannten Niedergermanischen Limes – zu sichern und die Region zu kontrollieren. Solche Lager waren nicht nur militärische Zentren, sondern entwickelten sich oft zu städtischen Siedlungen. Beispielsweise entstand nahe dem heutigen Xanten die bedeutende Stadt Colonia Ulpia Traiana, die später zu einem Zentrum des Handels und der römischen Kultur wurde.
Das Gebiet des Niederrheins war ursprünglich von germanischen Stämmen wie den Sugambrern und den Ubiern bewohnt. Letztere wurden unter dem römischen Feldherrn Marcus Vipsanius Agrippa um 19 v. Chr. in das linksrheinische Gebiet umgesiedelt, wo sie loyal an der Seite Roms standen. Die Römer förderten diese Ansiedlungen, um die Region zu stabilisieren und wirtschaftlich zu erschließen. Archäologische Funde belegen eine starke Romanisierung dieser Gebiete, etwa durch die Einführung der römischen Lebensweise, Verwaltung und der lateinische Sprache. Auch Städte wie Köln (Oppidum Ubiorum) und Xanten zeugen von dieser Entwicklung, wobei der Alltag der Menschen zunehmend von römischen Einflüssen geprägt wurde.
In der Nähe des heutigen Geldern könnte es kleinere römische Siedlungen oder landwirtschaftliche Villae rusticae gegeben haben, die zur Versorgung der Städte und Truppen dienten. Besonders wichtig war die Anbindung an römische Handelswege und Straßen, die die Region mit größeren Zentren des Imperiums verbanden. Der Rhein fungierte als Lebensader und wichtige Handelsroute, über die Güter wie Keramik, Wein und Luxusartikel in die germanischen Gebiete importiert wurden.
Trotz der Romanisierung blieb die Region auch ein kultureller Schnittpunkt zwischen römischen und germanischen Einflüssen. Während größere Städte stark romanisiert waren, bewahrten die ländlichen Gebiete oft ihre germanischen Traditionen. Die spätere Schwächung des Römischen Reiches im 3. und 4. Jahrhundert führte zu einem Rückzug der römischen Truppen aus der Region. Dies hinterließ ein Machtvakuum, das germanische Stämme wie die Franken nutzten, um die Kontrolle über das Gebiet zu übernehmen.

## Zwischen Rom und den Karolingern
Nach dem Rückzug der Römer im 4. Jahrhundert n. Chr. begannen germanische Stämme, insbesondere die Franken, das Gebiet des heutigen Geldern zu besiedeln. Diese Entwicklung führte zu einem tiefgreifenden Wandel in der regionalen Struktur, bei dem römische Traditionen teilweise erhalten und in die neue fränkische Kultur integriert wurden. Unter fränkischer Kontrolle erlebte die Region bedeutende Veränderungen, insbesondere durch die zunehmende Christianisierung, die ab dem 7. Jahrhundert stark durch Missionare vorangetrieben wurde. Wichtige religiöse Zentren entstanden, die langfristig als Grundlage für kulturelle und administrative Strukturen dienten.
Im Zuge der karolingischen Expansion im 8. Jahrhundert wurde die Region Teil des Frankenreichs unter der Herrschaft der Karolinger. Die neue fränkische Ordnung brachte zentrale Verwaltungsreformen mit sich, die auch das Gebiet Geldern erfassten. Das Reich der Karolinger zeichnete sich durch die Einführung von Grafschaften aus, die als regionale Verwaltungsbezirke dienten. Dies war ein entscheidender Schritt für die spätere territoriale Entwicklung Gelderns, da die Grundlage für Feudalstrukturen gelegt wurde, die im Hochmittelalter zur Entstehung von Städten und Grafschaften führten. Insbesondere durch die Stabilität, die das Frankenreich bot, konnte die Region wachsen und an wirtschaftlicher sowie kultureller Bedeutung gewinnen.
Die Stadt Geldern selbst entwickelte sich nach und nach aus einer Siedlung in dieser fränkischen Zeit. Der Legende nach erhielt sie ihren Namen von einem mythischen Kampf, bei dem ein Drache besiegt worden sein soll. Der Übergang von kleinen Siedlungen zu befestigten Strukturen im Frühmittelalter war ein wichtiger Schritt zur Entstehung von Grafschaften.
Im 11. Jahrhundert, im Rahmen der zunehmenden Feudalisierung, kristallisierte sich die Grafschaft Geldern als eigenständiges Territorium heraus. Es war zunächst ein kleiner, aber strategisch bedeutender Herrschaftsbereich, der aufgrund seiner Lage an wichtigen Handelsrouten zwischen Rhein und Maas wirtschaftlich florierte. Diese Grafschaft entwickelte sich im Laufe der Jahrhunderte zu einer zentralen Macht am Niederrhein und wurde schließlich im 14. Jahrhundert zum Herzogtum erhoben, womit Geldern eine herausragende Stellung im europäischen Machtgefüge erreichte.
Die Integration in das fränkische und später karolingische Reich sowie die fortschreitende Entwicklung der Verwaltungs- und Herrschaftsstrukturen bildeten somit die Grundlage für die späteren Territorien. Der Aufstieg der Stadt und der Region Geldern zu einem wichtigen politischen und wirtschaftlichen Zentrum ist eng mit diesen frühmittelalterlichen Veränderungen verknüpft. In den folgenden Jahrhunderten sollte Geldern seine Position weiter festigen und zu einer der einflussreichsten Regionen des Heiligen Römischen Reiches werden.

## Die Grafschaft Geldern
Die Geschichte der Grafschaft Geldern beginnt im späten 11. Jahrhundert und führt bis zur Erhebung zum Herzogtum im Jahr 1339. Sie stellt ein bedeutendes Beispiel für den territorialen und politischen Aufstieg eines mittelalterlichen Adelsgeschlechts im Heiligen Römischen Reich dar.
Die Ursprünge der Grafschaft sind mit Gerhard I. von Wassenberg verbunden, der auch „Gerhard Flamens“ genannt wurde. Er kontrollierte ab der Mitte des 11. Jahrhunderts Gebiete im heutigen Niederrheinraum, darunter Wassenberg und das früh befestigte Geldern. Seine Nachfolger, wie Heinrich I., konsolidierten diese Herrschaft durch geschickte Heiratspolitik und militärische Strategien. Unter Heinrich I. (reg. 1096–1129) wurde der Einfluss der Grafen von Geldern gefestigt, indem die Familie in Konflikten zwischen den Bistümern Köln und Utrecht taktische Vorteile nutzte.
Im 12. Jahrhundert wuchs die Grafschaft unter Grafen wie Gerhard II. und Otto I. weiter. Sie profitierten von ihrer Lage an wichtigen Handelsrouten entlang der Maas und der wachsenden Bedeutung ihrer Städte. Die Grafen sicherten ihre Macht, indem sie befestigte Burgen errichteten und politische Bündnisse schmiedeten. Während dieser Zeit entwickelte sich Geldern zu einem regionalen Machtzentrum, das mit den benachbarten Fürstentümern wie Brabant und den Bistümern konkurrierte.

Das Herzogtum Geldern um 1350 innerhalb des Heiligen Römischen Reiches.

Im 13. Jahrhundert folgte eine Phase der Expansion. Otto II. von Geldern (reg. 1229–1271) führte erfolgreich Feldzüge gegen seine Nachbarn und erweiterte das Territorium der Grafschaft erheblich. Seine Nachfolger, allen voran Reinald I., nutzten den Limburger Erbfolgestreit (1283–1288), um weitere Gebiete zu sichern. Diese Auseinandersetzung, die um die Kontrolle des Herzogtums Limburg entbrannte, bot den Grafen von Geldern die Möglichkeit, ihre Machtstellung zu stärken. Reinald I. sicherte wichtige Positionen entlang der Maas und in der Region Niederrhein, wodurch die Grafschaft zu einer der führenden Mächte der Region aufstieg.

## Das Herzogtum Geldern
Das Herzogtum Geldern entwickelte sich ab dem 14. Jahrhundert zu einem bedeutenden Territorialstaat im Nordwesten des Heiligen Römischen Reiches. Es entstand offiziell im Jahr 1339, als Reinald II. von Geldern durch Kaiser Ludwig IV. zum Herzog erhoben wurde. In seiner Blütezeit war das Herzogtum in vier sogenannte Quartiere gegliedert: das Oberquartier mit Nimwegen und Arnheim sowie die Niederquartiere Geldern, Roermond und Zutphen. Diese Verwaltungseinheiten ermöglichten eine effiziente Organisation und stützten die wirtschaftliche und politische Stabilität des Herzogtums. Die Region profitierte von ihrer günstigen Lage an wichtigen Handelswegen und Flüssen wie der Maas und dem Rhein. Besonders die Städte Nimwegen und Zutphen blühten durch den Handel auf, wobei der Tuchhandel eine bedeutende Rolle spielte.
Im späten 15. Jahrhundert geriet Geldern zunehmend unter Druck durch das aufstrebende Herzogtum Burgund. Im Jahr 1473 wurde das Herzogtum von Karl dem Kühnen besetzt und in die burgundische Herrschaft eingegliedert. Karls Ziel war es, ein geschlossenes Territorium in den Niederlanden zu schaffen, doch sein Tod in der Schlacht von Nancy im Jahr 1477 bedeutete das vorläufige Ende dieser Ambitionen. In dieser instabilen Phase gelang es Karl von Egmond, einem Prinzen aus dem Haus Egmond, die Unabhängigkeit Gelderns wiederherzustellen. Karl von Egmond wurde 1492 von den Geldrischen Ständen als Herzog anerkannt und führte das Herzogtum durch eine turbulente Zeit.
Karl von Egmonds Herrschaft war geprägt von den Geldrischen Erbfolgekriegen, in denen er gegen die habsburgischen Niederlande kämpfte. Diese Konflikte, die bis in die Mitte des 16. Jahrhunderts andauerten, waren Teil eines größeren Machtkampfes zwischen Frankreich und dem Haus Habsburg. Karl von Egmond verfolgte dabei eine Politik der wechselnden Bündnisse, insbesondere mit Frankreich, um den Druck der Habsburger abzuwehren. Seine militärischen Erfolge sicherten dem Herzogtum vorübergehend die Unabhängigkeit, doch die wirtschaftlichen und sozialen Belastungen der ständigen Kriege schwächten die Region zunehmend.
Nach dem Tod Karls von Egmond im Jahr 1538 fiel Geldern an Wilhelm V. von Jülich-Kleve-Berg, der versuchte, das Herzogtum als eigenständiges Territorium zu bewahren. Wilhelm bemühte sich, als Vermittler zwischen den europäischen Großmächten zu agieren, konnte jedoch den zunehmenden Druck durch Kaiser Karl V. nicht abwenden. Karl V., der seine Herrschaft über die gesamten habsburgischen Niederlande festigen wollte, zog im Jahr 1543 mit einer überlegenen Armee in das Herzogtum ein. Wilhelm V. sah sich zur Kapitulation gezwungen und musste im Traktat von Venlo die Abtretung Gelderns und der Grafschaft Zutphen an die Habsburger akzeptieren. Damit endete die jahrhundertelange Eigenständigkeit des Herzogtums Geldern.

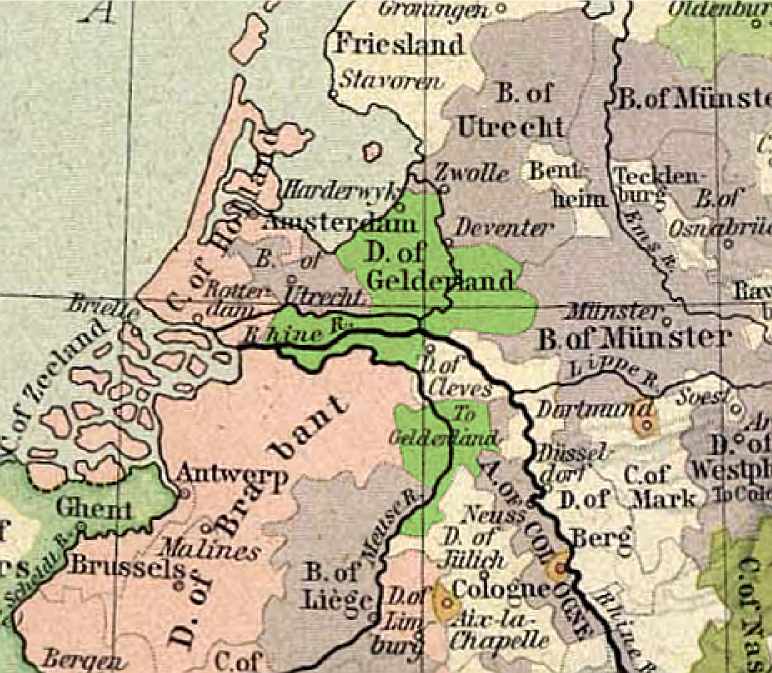
Das Herzogtum Geldern (in grüner Farbe) um 1477.

Nach der Eingliederung in die habsburgischen Niederlande wurde Geldern Teil des Burgundischen Kreises und verlor seine politische Eigenständigkeit. Die Region wurde nun von habsburgischen Statthaltern verwaltet und teilte fortan das Schicksal der anderen niederländischen Provinzen. Der Verlust der Unabhängigkeit markierte das Ende einer Epoche, in der Geldern eine zentrale Rolle im Machtgefüge des spätmittelalterlichen Europas gespielt hatte.

## Zwischen Habsburg und Preußen
Es wurde nun unter die Oberhoheit der burgundischen Herzöge gestellt, was auch eine zunehmende Integration in die Verwaltung und Politik des Hauses Burgund zur Folge hatte.

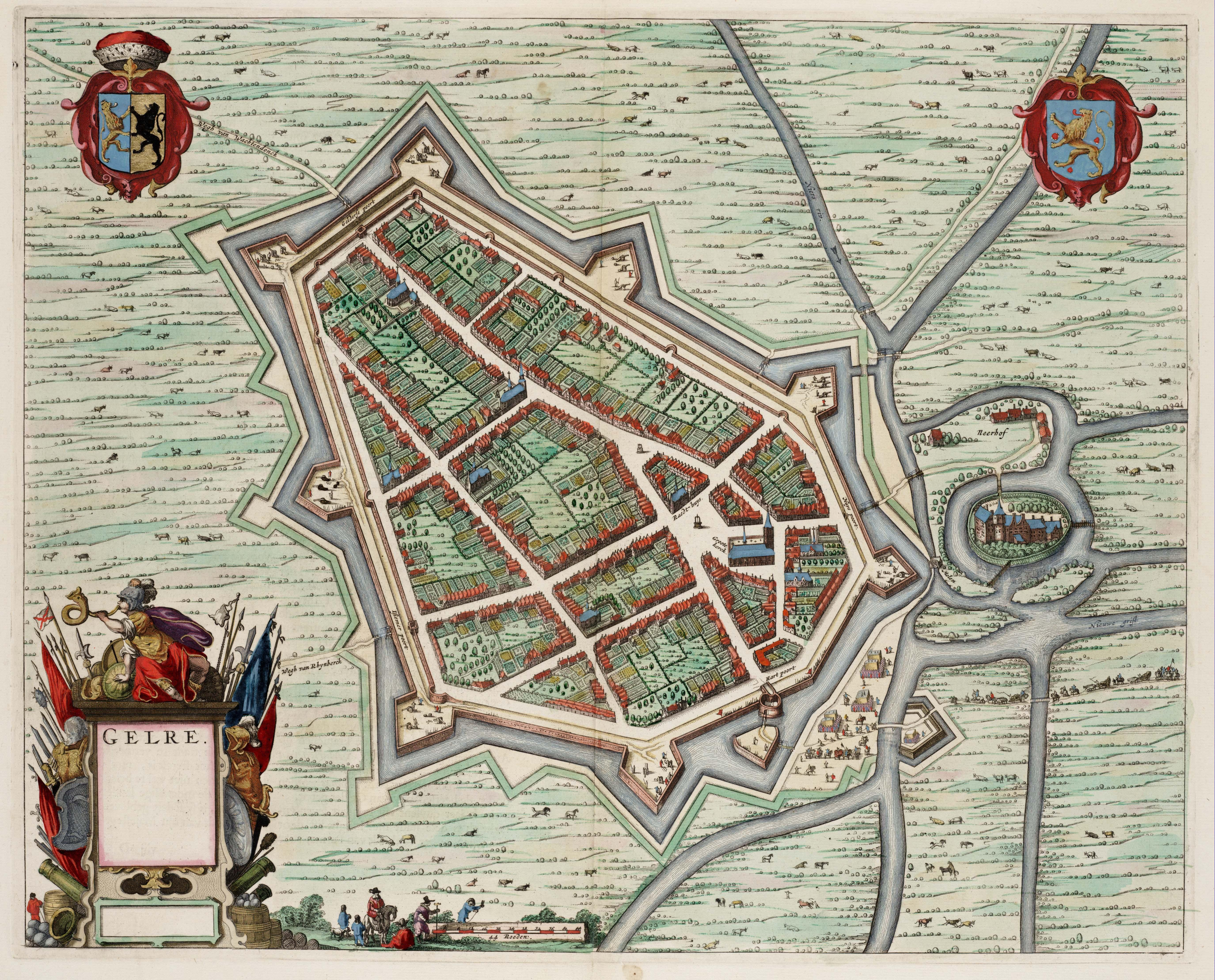
Stadtkarte von Geldern um 1650.

Der Wendepunkt in der Geschichte Gelderns erfolgte im 16. Jahrhundert während des Geldernschen Erbfolgekrieges (1543–1546). Der Krieg, der nach dem Tod des letzten Herzogs von Geldern, Johann III., ausbrach, führte zu einer erneuten Feudalteilung und einer politischen Neuordnung. Schließlich fiel das Herzogtum 1543 durch den Vertrag von Venlo unter die Herrschaft von Karl V., dem Kaiser des Heiligen Römischen Reiches, und wurde damit Teil der habsburgischen Niederlande. Dies war der endgültige Verlust der Eigenständigkeit Gelderns, da es nun von den Habsburgern beherrscht wurde, die es in ihre umfangreichen spanischen und österreichischen Besitzungen einfügten.
Im Verlauf des Achtzigjährigen Krieges (1568–1648) und der damit verbundenen Konflikte zwischen der spanischen und der niederländischen Krone kam Geldern in den Fokus militärischer Auseinandersetzungen. Französische und spanische Truppen besetzten immer wieder das Gebiet, wodurch die Stadt und ihre Festung mehrfach zerstört und wiederaufgebaut wurden. Das Gebiet blieb bis zum Ende des 17. Jahrhunderts unter spanischer Herrschaft, was zu einer weiteren Einschränkung der politischen und wirtschaftlichen Autonomie führte.

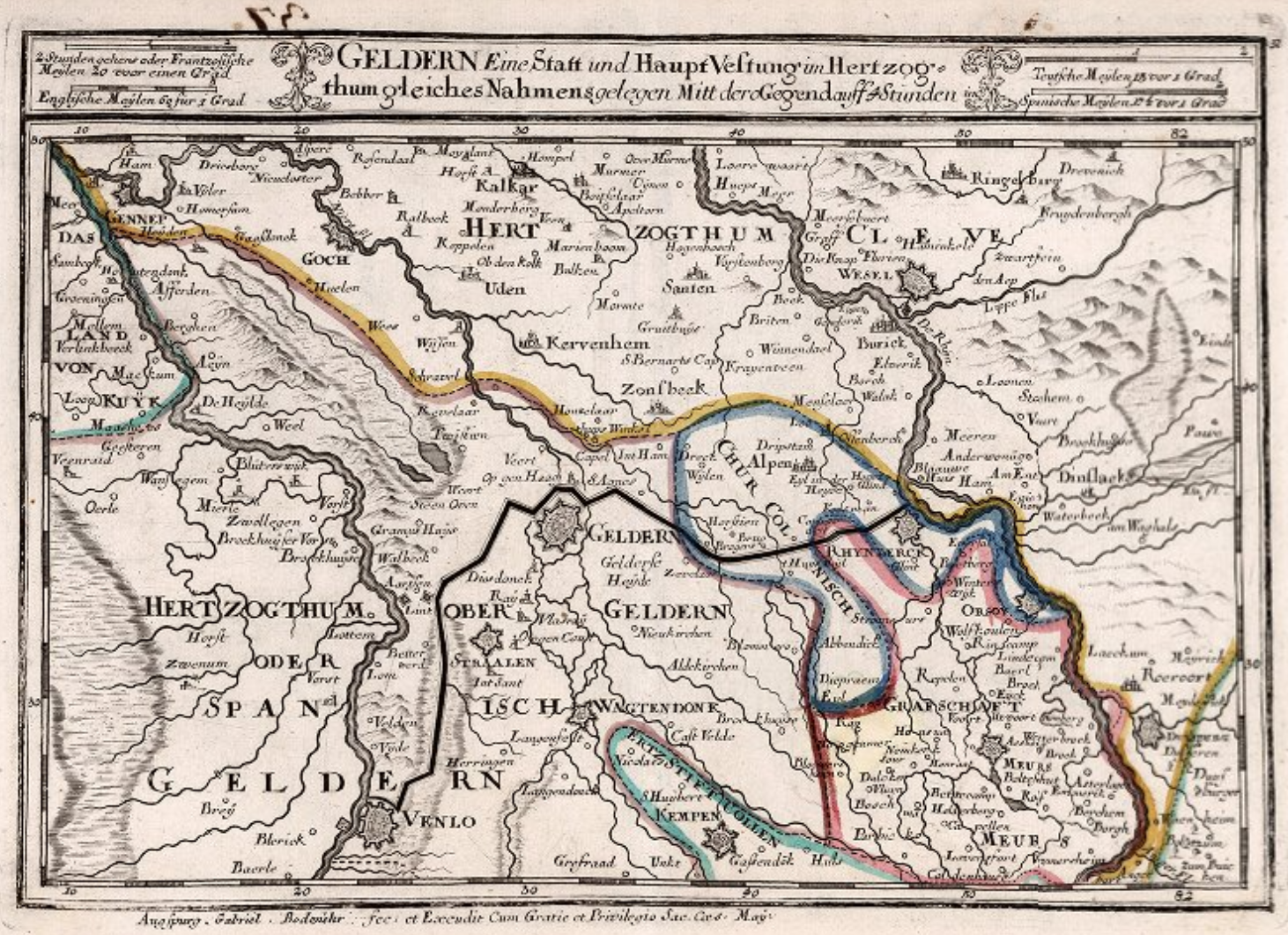
Geldern und Umgebung um 1716.

Das Westfälische Friedensabkommen (1648), das das Ende des Dreißigjährigen Krieges markierte, brachte Geldern in den Bereich der niederländischen Republik und der Spanischen Niederlande. Doch die Verhältnisse blieben angespannt, bis schließlich im 18. Jahrhundert die Preußen unter Friedrich Wilhelm I. das Gebiet 1713 im Rahmen des Barrierevertrages einnahmen. Die preußische Herrschaft über Geldern begann nach einer Reihe militärischer Konflikte und stellte den endgültigen Verlust der politischen Unabhängigkeit Gelderns dar. Ab diesem Zeitpunkt war Geldern fest in die preußische Verwaltung integriert und verlor die verbliebene Autonomie.

## Die Franzosenzeit
Die sogenannte Franzosenzeit (1794–1814) markierte für die Stadt Geldern eine Periode tiefgreifender politischer und gesellschaftlicher Umwälzungen. Nach der preußischen Herrschaft, die mit der Einnahme Gelderns im Jahr 1703/1713 begann, geriet die Stadt im Zuge der Revolutionskriege unter französische Kontrolle. Im Jahr 1794 besetzten französische Truppen das gesamte linke Rheinufer, einschließlich Geldern. Unter französischer Verwaltung wurde die traditionelle territoriale Gliederung aufgelöst und durch ein zentralisiertes Verwaltungssystem ersetzt. Geldern wurde zur Mairie erhoben und dem Kanton Geldern im Arrondissement de Clèves des Département de la Roer zugeordnet. Diese Neuordnung zielte darauf ab, eine effizientere Verwaltung und stärkere Kontrolle zu gewährleisten. Die Säkularisation kirchlicher Besitztümer war ein weiteres Merkmal dieser Epoche. Im Jahr 1802 wurde das 1306 gegründete Karmeliterkloster in Geldern aufgehoben, was den Einfluss der Kirche weiter schmälerte und den Weg für neue gesellschaftliche Strukturen ebnete.

Geldern wurde ein Teil der Provinz Jülich-Kleve-Berg, um dann ein Teil der fusionierten Rheinprovinz zu werden.

Wappen des Kreis Geldern

Ein bemerkenswertes Ereignis dieser Zeit war der Besuch Napoleons im Herbst 1804. Auf einer Inspektionsreise durch die Region besuchte er unter anderem die Städte Venlo, Straelen und Geldern und übernachtete auf Schloss Haag. Die Franzosenzeit hinterließ in Geldern nachhaltige Spuren. Die Einführung moderner Verwaltungsstrukturen und die Säkularisation prägten die Entwicklung der Stadt und bereiteten den Boden für die Veränderungen des 19. Jahrhunderts. Mit dem Niedergang der napoleonischen Herrschaft endete auch die französische Besatzung. Nach dem Wiener Kongress 1815 kehrte Geldern unter preußische Verwaltung zurück. Die preußische Verwaltungsorganisation führte am 23. April 1816 zur Bildung des Kreises Geldern, wobei aus der französischen Mairie die preußische Bürgermeisterei Geldern wurde.

## Vom Wiener Kongress bis zur Reichsgründung
Nach dem Wiener Kongress von 1815 und der endgültigen Eingliederung des Herzogtums Geldern (preußischen Anteils) in das Königreich Preußen erlebte die Region eine Zeit tiefgreifender politischer und gesellschaftlicher Veränderungen. Preußen übernahm das Gebiet von den Niederlanden und integrierte es als Teil der Provinz Rheinland in seine Verwaltung. Dies bedeutete das Ende des jahrhundertelangen Streits um das Gebiet und das Ende der politischen Unabhängigkeit Gelderns.
Die Jahre nach 1815 standen im Zeichen der Konsolidierung und Modernisierung Preußens, das nun versuchte, das Herzogtum Geldern in seine neuen administrativen Strukturen zu integrieren. Geldern, nun eine kleine Provinzstadt innerhalb des preußischen Verwaltungsapparates, verlor zunehmend ihre Bedeutung als autonomes Zentrum. Preußen setzte umfassende Reformen um, die auch das Bildungssystem und die Verwaltung betrafen. Insbesondere das preußische Verwaltungsrecht und die Feudalabgaben wurden reformiert, was zu einer Verbesserung der landwirtschaftlichen Produktion und der wirtschaftlichen Situation in der Region beitrug.
Jedoch war die Region weiterhin von den Herausforderungen des frühen 19. Jahrhunderts geprägt. So führte die Industrialisierung auch hier zu tiefgreifenden sozialen Veränderungen. Zwar waren die Industrialisierung und die Entwicklung von Verkehrsinfrastrukturen in Geldern und der umliegenden Region nicht so intensiv wie in anderen Teilen Preußens, aber die Stadt und ihre Umgebung erlebten dennoch eine langsame Urbanisierung und den Ausbau des Handels. Besonders die Binnenschifffahrt und das Straßennetz gewannen an Bedeutung, was die Region wirtschaftlich besser mit den übrigen preußischen Provinzen und den Niederlanden verknüpfte.
Politisch war diese Zeit von wachsendem Nationalbewusstsein und einer zunehmenden Mobilisierung gegen die konservativen Strukturen der alten Monarchien geprägt. Die Revolutionen von 1848, die in vielen Teilen Europas stattfanden, hatten auch Auswirkungen auf Geldern. Es gab Forderungen nach mehr politischen Freiheiten, einer Verfassung und einer stärkeren Vertretung der Bevölkerung. Der Vorort-Geldern spielte eine Rolle in den revolutionären Bestrebungen der Zeit, die jedoch letztlich durch die preußische Regierung unterdrückt wurden.
Mit der Gründung des Deutschen Kaiserreichs 1871 unter Otto von Bismarck und der vollständigen Eingliederung der westdeutschen Gebiete in den neuen deutschen Nationalstaat erlebte auch Geldern einen weiteren administrativen Wandel. Geldern, nun Teil des gebildeten Königreichs Preußen innerhalb des Deutschen Reiches, verlor nochmals an regionaler Eigenständigkeit, da die Verwaltung und Politik zunehmend zentralisiert wurden. Die Stadt trat in den größeren Kontext des sich bildenden nationalen Marktes und der modernen Staatsstrukturen ein.

## Geldern im Kaiserreich
Nach der Gründung des Deutschen Kaiserreichs 1871 und der vollständigen Integration des Herzogtums Geldern in den preußischen Staatsverband erlebte die Stadt Geldern eine Phase wirtschaftlicher und sozialer Veränderungen. Geldern wurde nun als Teil des preußischen Verwaltungsgebiets im neugebildeten deutschen Nationalstaat betrachtet, und seine Bedeutung innerhalb des Kaiserreichs war vor allem von regionaler, militärischer und wirtschaftlicher Relevanz. In den Jahren nach der Reichsgründung nahm die Stadt Geldern eine zunehmend stabilere Rolle ein, sowohl in administrativer als auch in wirtschaftlicher Hinsicht. Die Industrialisierung, die in vielen Teilen Deutschlands eine rasante Entwicklung nahm, hinterließ jedoch nur begrenzte Spuren in Geldern. Zwar erlebte die Region eine gewisse Modernisierung und einen Ausbau der Infrastruktur, insbesondere des Verkehrsnetzes, aber die industrielle Entwicklung war im Vergleich zu größeren Städten wie Duisburg oder Düsseldorf langsamer. Dennoch wurde die Region durch die Verbesserung der Verkehrswege, insbesondere der Eisenbahnanbindung, stärker in das Wirtschaftsnetzwerk des Kaiserreichs eingebunden.
Geldern blieb weitgehend eine ländlich geprägte Stadt mit landwirtschaftlicher Produktion, die von der Entwicklung der Industrie im restlichen Preußen profitiert hat. Diese wirtschaftliche Entwicklung trug dazu bei, dass Geldern in den letzten Jahrzehnten des 19. Jahrhunderts und zu Beginn des 20. Jahrhunderts eine allmähliche Urbanisierung erlebte. Diese Phase war von einer zunehmenden Bevölkerungsdichte geprägt, was mit der Entstehung von Wohnvierteln und neuen Infrastrukturen einherging. Es gab jedoch keinen tiefgreifenden industriellen Wandel, wie er in anderen Regionen Preußens stattfand.
Die Verwaltung der Stadt und ihre politische Organisation blieben während dieser Zeit in den Händen der preußischen Behörden. Die Stadt Geldern, die im 19. Jahrhundert als Zentrum der Verwaltung und des Handels in der Region fungierte, hatte weiterhin den Status einer Kleinstadt. Die politische Struktur der Stadt wurde durch die preußische Zentralregierung und die lokale bürgerliche Verwaltung bestimmt, was eine gewisse politische Stabilität mit sich brachte.
Wirtschaftlich profitierten die Menschen in Geldern vor allem von den landwirtschaftlichen Tätigkeiten sowie von kleinen Handwerksbetrieben, die die Bedürfnisse der lokalen Bevölkerung deckten. Gleichzeitig erlebte die Region einen Anstieg im Handel und der Entwicklung von Dienstleistungsunternehmen, die durch die verbesserte Verkehrsverbindung begünstigt wurden. Im sozialen Bereich war Geldern bis zum Ersten Weltkrieg geprägt von einer konservativen Gesellschaftsstruktur, die noch stark von traditionellen Werten beeinflusst war. Der Zuzug von Arbeitskräften aus anderen Teilen des Kaiserreichs oder den benachbarten Niederlanden brachte eine gewisse Diversifizierung mit sich, die jedoch nie zu einer großen urbanen Entwicklung führte. Die Menschen lebten größtenteils in ländlichen, eher kleinstädtischen Verhältnissen.

## Geldern im Ersten Weltkrieg
Während des Ersten Weltkriegs erlebte Geldern, eine kleine Stadt im preußischen Rheinland, tiefgreifende Veränderungen, die sowohl ihre Wirtschaft als auch ihre soziale Struktur betrafen. Die Stadt, die nicht direkt an den Frontlinien lag, war dennoch ein wichtiger Bestandteil der Kriegslogistik des Kaiserreichs. Die Nähe zu den größeren Industrieregionen wie Düsseldorf und Köln und die Lage an strategisch wichtigen Verkehrswegen machten Geldern zu einem Zentrum für die Unterstützung des Krieges, insbesondere in der Produktion von Kriegsbedarf und der Versorgung der Front.
Bereits zu Beginn des Krieges wurde die Stadt in die Kriegswirtschaft eingebunden. Lokale Unternehmen, die zuvor zivile Güter produzierten, wurden umgestellt, um Waffen, Munition und andere Kriegsprodukte zu fertigen. Diese Umstellung führte zu einem kurzfristigen wirtschaftlichen Aufschwung in der Region, da die Nachfrage nach Rüstungsprodukten stieg und viele Arbeitskräfte in die Rüstungsindustrie mobilisiert wurden. Gleichzeitig führte der Kriegsbedarf zu einer verstärkten Nutzung der landwirtschaftlichen Ressourcen, die jedoch durch die Mobilisierung von Arbeitskräften und die Verknappung von Materialien unter Druck gerieten. Die Lebensmittelknappheit und die steigenden Preise waren ernsthafte Probleme für die Zivilbevölkerung. Dies führte zu sozialen Spannungen und, in einigen Fällen, zu Protesten.
Die militärische Bedeutung Gelderns lag vor allem in seiner Rolle als Nachschub- und Versorgungszentrum für die Truppen an der Westfront. Während die Stadt nicht direkt in die Kampfhandlungen verwickelt war, war sie in den militärischen Nachschubströmen für die Frontlinien eingebunden. Geldern war auch ein strategischer Punkt für den Transport von Kriegsgerät und Soldaten. Im Herbst 1914, als der Krieg zu Beginn zu einer Kriegsmobilisierung führte, war die Region von Flüchtlingsströmen betroffen, da Menschen aus den angrenzenden Kriegsgebieten flohen.
Trotz dieser funktionalen Bedeutung hatte Geldern, wie viele andere Städte im Reich, mit den sozialen Folgen des Krieges zu kämpfen. Zahlreiche Männer aus der Region wurden in den Krieg eingezogen, viele fielen an der Front oder kehrten schwer verletzt zurück. Der Verlust von Soldaten und die Belastungen des Krieges trafen die Stadt stark und hinterließ eine Lücke in der Arbeitskraft und der Bevölkerung. Gleichzeitig mussten die Frauen verstärkt in der Landwirtschaft und der Industrie arbeiten, um die Lücken zu füllen, die der Kriegsdienst hinterließ. Im Verlauf des Krieges wurden auch Luftangriffe und Bombardierungen in der Region zunehmend wahrscheinlicher. Geldern selbst wurde zwar nicht direkt von schwereren Angriffen betroffen, aber es gab immer wieder Luftschutzwarnungen, und die Bevölkerung musste sich auf mögliche Angriffe einstellen. Die Zivilschutzmaßnahmen wurden intensiviert, und es wurden Bunker gebaut, um die Bevölkerung vor den Angriffen zu schützen.
Mit dem Kriegseintritt der USA 1917 und der sich verschärfenden Kriegslage in den letzten Jahren des Krieges verschlechterte sich auch die Versorgungslage in Geldern weiter. Es herrschte ein allgemeiner Mangel an Nahrungsmitteln und Gütern, und die Inflation nahm dramatisch zu. Während die Bürger sich auf die Versorgungsengpässe und den Lebensmittelmangel einstellten, führte dies auch zu wachsender Unzufriedenheit und politischen Spannungen. Der Kriegshunger und die schlechten Lebensbedingungen forderten ihren Tribut von der Bevölkerung, und es kam zu Protesten und Forderungen nach Frieden.
Nach dem Waffenstillstand von Compiègne im November 1918 und dem Ende des Krieges 1918 erlebte Geldern, wie viele andere Teile Deutschlands, eine Phase des politischen und sozialen Umbruchs. Die Novemberrevolution brachte das Ende der Monarchie und die Gründung der Weimarer Republik. Auch in Geldern gab es Unruhen und politische Spannungen, da die Bevölkerung mit den Folgen des Krieges, der Niederlage und den politischen Umwälzungen konfrontiert war.

## Die Zeit der Weimarer Republik
Während der Weimarer Republik (1919–1933) war die Stadt Geldern Teil der politischen, wirtschaftlichen und sozialen Umbrüche, die Deutschland prägten. Als mittelgroße Stadt spürte auch Geldern die Auswirkungen nationaler Entwicklungen, die sich im lokalen Kontext widerspiegelten. Politisch war die Zeit von einer Vielfalt geprägt, die sich auch in Geldern zeigte. Bereits vor der Weimarer Republik, im Jahr 1908, war hier der „Sozialdemokratische Verein für Cleve/Geldern“ gegründet worden. In der Weimarer Republik konkurrierten Parteien wie die SPD, das Zentrum und später die NSDAP um die Gunst der Wähler. Der Einfluss der katholischen Zentrumspartei war in einer Region mit überwiegend katholischer Bevölkerung besonders stark, während die Sozialdemokraten vor allem unter Arbeitern und Angestellten Unterstützer fanden. Der politische Diskurs war lebendig und spiegelte die Spannungen zwischen den alten monarchistischen Kräften, den neuen republikanischen Ideen und den aufkommenden extremistischen Bewegungen wider.
Wirtschaftlich durchlebte Geldern, wie der Rest Deutschlands, turbulente Zeiten. Die Nachkriegsinflation und besonders die Hyperinflation von 1923 trafen die Bevölkerung hart. Geld verlor rapide an Wert, und viele Menschen in Geldern verloren ihre Ersparnisse. Die Einführung der stabilen Rentenmark im November 1923 brachte Erleichterung, doch die wirtschaftliche Stabilität blieb fragil. Die Weltwirtschaftskrise ab 1929 hatte auch auf die kleine Stadt verheerende Auswirkungen: Arbeitslosigkeit stieg, und viele Familien litten unter Armut und Perspektivlosigkeit.
Trotz der Herausforderungen war die Weimarer Republik auch eine Zeit sozialer Fortschritte, die sich auf Geldern auswirkten. Das Arbeitslosenversicherungsgesetz von 1927 beispielsweise bot erstmals eine gewisse Absicherung für arbeitslose Bürger und milderte die schlimmsten Folgen der Krise. Zugleich brachte die Zeit auch eine kulturelle Belebung. Lokale Vereine, Chöre und Theatergruppen sorgten für ein reges gesellschaftliches Leben. Volksfeste und religiöse Veranstaltungen, insbesondere im stark katholischen Umfeld von Geldern, stärkten die Gemeinschaft in Zeiten der Unsicherheit. Die politischen Extreme der späten 1920er und frühen 1930er Jahre blieben jedoch auch in Geldern nicht folgenlos. Die NSDAP, die durch ihre Agitation und Propaganda vor allem in wirtschaftlich schwierigen Zeiten Zulauf erhielt, fand auch hier Anhänger. Die Reichstagswahl vom 5. März 1933, die unter dem Druck der nationalsozialistischen Herrschaft stand, zeigte auch in Geldern eine Verschiebung der politischen Stimmung zugunsten der Nazis. Diese Wahl markierte das Ende der Weimarer Republik und den Beginn der nationalsozialistischen Diktatur, die auch das Leben in Geldern für die kommenden Jahre prägen sollte.

## Geldern imDritten Reich
Die Zeit Gelderns im sogenannten Dritten Reich und während des Zweiten Weltkriegs war von tiefgreifenden Veränderungen geprägt, die sowohl das gesellschaftliche Leben als auch die physische Struktur der Stadt erheblich beeinflussten. Mit der Machtübernahme der Nationalsozialisten 1933 begann auch in Geldern eine Phase der politischen Gleichschaltung. Die NSDAP übernahm die Kontrolle über die Stadtverwaltung und setzte ihre Ideologie mit Nachdruck durch. Demokratische Organisationen und politische Parteien wurden verboten, während die Bevölkerung verstärkt durch Schulen, Vereine und die Hitlerjugend (HJ) indoktriniert wurde. Die Gleichschaltung betraf alle gesellschaftlichen Bereiche, und die öffentliche Lebenswelt wurde durch Propaganda und Feierlichkeiten des Nationalsozialismus bestimmt.
Besonders dramatisch war die Verfolgung der jüdischen Gemeinde in Geldern, die bis 1933 eine wichtige Rolle im sozialen Leben der Stadt gespielt hatte. Mit der Machtübernahme der Nazis wurden jüdische Geschäfte und Einrichtungen boykottiert und jüdische Bürger systematisch diskriminiert. 1938, während des Novemberpogroms, wurde die Synagoge in Geldern zerstört, und viele Mitglieder der jüdischen Gemeinde wurden in Konzentrationslager deportiert oder zur Emigration gezwungen. Diese brutalen Maßnahmen führten zum Ende der jüdischen Tradition in der Stadt.
Mit dem Beginn des Zweiten Weltkriegs 1939 wurde Geldern in die Kriegswirtschaft integriert. Die Stadt diente als wichtiger Verkehrsknotenpunkt für den Nachschub der Wehrmacht und war ein Zentrum der Rüstungsproduktion. Fabriken und landwirtschaftliche Betriebe mussten ihre Produktion auf Kriegsbedarf umstellen, während Arbeitskräfte, darunter auch Zwangsarbeiter aus den besetzten Gebieten, zur Verfügung standen. Diese Zwangsarbeiter wurden unter grausamen Bedingungen eingesetzt, und viele litten unter den entsetzlichen Arbeits- und Lebensbedingungen. Der Krieg brachte auch eine zunehmende Belastung für die Zivilbevölkerung, die mit Rationierungen und Entbehrungen konfrontiert war.
Während die Stadt wirtschaftlich in die Kriegsproduktion eingebunden war, erlebte sie in den letzten Jahren des Krieges verheerende Bombenangriffe. Am 14. Februar 1945, einem Aschermittwoch, griffen alliierte Bomber Geldern an. Phosphor-Brandbomben setzten die Stadt in Brand und verwandelten sie in ein Flammenmeer. Rund 82 % des Stadtgebiets, darunter der historische Stadtkern, Kirchen und das Schloss Haag, wurden zerstört. Hunderte von Menschen verloren ihr Leben, und die Überlebenden mussten sich mit den physischen und psychischen Folgen des Angriffs auseinandersetzen.
Die Zerstörung hatte gravierende Auswirkungen auf das tägliche Leben der Gelderner. Luftschutzbunker waren errichtet worden, und die Bevölkerung war auf Luftangriffe vorbereitet, aber die Großangriffe der Alliierten brachten das Leben in der Stadt zum Stillstand. Die wenigen Überlebenden mussten sich nicht nur mit der Zerstörung ihrer Häuser und Infrastruktur auseinandersetzen, sondern auch mit den Entbehrungen und der Entwurzelung, die der Krieg mit sich brachte. Die Kriegsgefangenenlager und die Flüchtlingsströme aus den Ostgebieten fügten der ohnehin angespannte Situation noch mehr Not und Leid hinzu.
Als die Alliierten im März 1945 in die Stadt eindrangen, war Geldern bereits weitgehend zerstört. Die britischen und kanadischen Truppen befreiten die Stadt von der nationalsozialistischen Herrschaft. Die letzten Kämpfe brachten zwar keine weiteren Zerstörungen, aber die Stadt war am Boden. Nach der Befreiung begann der schwierige Wiederaufbau. Die Stadt musste nicht nur ihre Infrastruktur wiederaufbauen, sondern auch mit den psychischen und sozialen Folgen des Krieges und der NS-Herrschaft umgehen. Entnazifizierungsmaßnahmen und der Wiederaufbau von Verwaltung und öffentlichem Leben standen auf der Agenda der Besatzungsmacht. Das gesellschaftliche Leben musste neu organisiert werden, und die Stadt war gezwungen, sich mit den Verwerfungen der vergangenen Jahre auseinanderzusetzen.
Die letzten Jahre des Zweiten Weltkriegs und die Zerstörungen, die Geldern erlebte, hinterließen bleibende Spuren. Der Wiederaufbau war eine Herausforderung, und es dauerte Jahrzehnte, bis die Stadt ihre frühere Struktur wiedererlangte. Die Erinnerung an die Ereignisse des Krieges und der nationalsozialistischen Diktatur ist in Geldern bis heute präsent. Gedenktafeln und Mahnmale erinnern an die Opfer des Krieges, der Verfolgung und der Zerstörung, die die Stadt durchmachen musste.

## Die Zeit der Bonner Republik
Nach dem Ende des Zweiten Weltkriegs im Mai 1945 lag die Stadt Geldern in Trümmern. Besonders der verheerende Luftangriff vom 14. Februar 1945 hatte das Stadtzentrum nahezu vollständig zerstört; etwa 82 % der Bausubstanz waren vernichtet, darunter auch die Pfarrkirche St. Maria Magdalena und das Hauptgebäude von Schloss Haag. Die Bewohner standen vor enormen Herausforderungen, darunter der Mangel an Wohnraum und Lebensmitteln sowie die Integration zahlreicher Flüchtlinge und Heimatvertriebener. In dieser schwierigen Zeit begann der Wiederaufbau, getragen von der Entschlossenheit der Menschen, die ihre Stadt Stück für Stück wiederaufbauten. Trotz der immensen materiellen Knappheit wurden erste Fortschritte erzielt, die den Grundstein für die spätere Entwicklung legten. Bereits 1952 konnte die Pfarrkirche St. Maria Magdalena wieder eingeweiht werden, ein Zeichen der Hoffnung und des Aufschwungs.
Mit der Gründung der Bundesrepublik Deutschland im Jahr 1949 wurde Geldern Teil des neuen Bundeslandes Nordrhein-Westfalen. In den 1950er Jahren profitierte die Stadt vom allgemeinen wirtschaftlichen Aufschwung, bekannt als das Wirtschaftswunder. Die Lebensbedingungen verbesserten sich deutlich, und Geldern entwickelte sich zu einem wichtigen Mittelzentrum am Niederrhein. Neue Arbeitsplätze entstanden, und die wachsende Kaufkraft der Bevölkerung trug dazu bei, dass Einzelhandel und Dienstleistungssektor florierten. Gleichzeitig wurden städtische Infrastrukturprojekte vorangetrieben, um die Grundlagen für weiteres Wachstum zu schaffen.
In den 1960er Jahren erfuhr Geldern durch die kommunale Neugliederung eine deutliche Veränderung. 1969 wurden mehrere umliegende Gemeinden eingemeindet, wodurch die Stadtfläche und die Einwohnerzahl erheblich anstiegen. Dieser Schritt stärkte Gelderns Position als regionales Zentrum und schuf neue Möglichkeiten in den Bereichen Arbeit, Bildung, Wohnen und Freizeitgestaltung. Während dieser Zeit wurden auch die Grundlagen für eine moderne Verkehrsinfrastruktur gelegt, die sowohl der wachsenden Bevölkerung als auch der Wirtschaft zugutekam. 1975 musste der Kreissitz an Kleve abgegeben werden.
Die 1970er und 1980er Jahre waren geprägt von weiteren Modernisierungen und einem wachsenden kulturellen Bewusstsein. Neue Wohngebiete wurden erschlossen, Schulen und Sporteinrichtungen errichtet, und die Stadt investierte in die Verbesserung der Lebensqualität ihrer Bürger. Gleichzeitig bemühte sich die Stadtverwaltung (Stadtdirektor war der 1931 Norbert Becker), das kulturelle Erbe Gelderns zu bewahren und gleichzeitig neue Impulse zu setzen. Städtepartnerschaften wurden aufgebaut, um den internationalen Austausch zu fördern, und historische Gebäude, soweit sie den Krieg überstanden hatten, wurden restauriert. Geldern präsentierte sich zunehmend als Stadt, die Tradition und Fortschritt miteinander verband.

## Seit der Wiedervereinigung bis in die 2020er
Nach der Wiedervereinigung Deutschlands im Jahr 1990 setzte die Stadt Geldern ihren Weg als bedeutendes Mittelzentrum am Niederrhein fort. Die politische und wirtschaftliche Stabilität dieser Zeit bot der Stadt neue Entwicklungsmöglichkeiten. In den folgenden Jahrzehnten erlebte Geldern eine kontinuierliche Modernisierung und Erweiterung der städtischen Infrastruktur. Neue Wohngebiete wurden erschlossen, und bestehende Einrichtungen wie Schulen und Sportstätten erfuhren Modernisierungen, um den Bedürfnissen der wachsenden Bevölkerung gerecht zu werden. Die Stadtverwaltung legte dabei großen Wert auf eine ausgewogene Stadtentwicklung, die sowohl wirtschaftliche als auch soziale Aspekte berücksichtigte.
Ein besonderes Augenmerk galt der Förderung von Kultur und Bildung. Institutionen wie der Historische Verein für Geldern und Umgegend e.V., gegründet 1851, spielten eine zentrale Rolle bei der Bewahrung des kulturellen Erbes und der Förderung des Geschichtsbewusstseins in der Region. Durch Ausstellungen, Vorträge und Exkursionen trug der Verein dazu bei, die Vergangenheit mit allen Sinnen erlebbar zu machen und das Interesse an der lokalen Geschichte zu stärken.
Die wirtschaftliche Entwicklung Gelderns war in den Jahren nach der Wiedervereinigung von Diversifizierung geprägt. Neben traditionellen Branchen wie Landwirtschaft und Handel gewannen auch Dienstleistungssektoren und mittelständische Unternehmen an Bedeutung. Die Stadt bemühte sich, attraktive Rahmenbedingungen für Unternehmen zu schaffen, um Arbeitsplätze zu sichern und die lokale Wirtschaft zu stärken. Gleichzeitig wurde in den Ausbau der Verkehrsinfrastruktur investiert, um die Anbindung an umliegende Städte und Regionen zu verbessern.
Im Bereich der Stadtplanung legte Geldern Wert auf eine nachhaltige Entwicklung. Projekte zur Förderung des Umweltschutzes und zur Steigerung der Lebensqualität wurden initiiert. Grünflächen und Naherholungsgebiete wurden geschaffen oder erweitert, um den Bewohnern Raum für Freizeit und Erholung zu bieten. Zudem wurden Maßnahmen ergriffen, um den innerstädtischen Verkehr zu beruhigen und den öffentlichen Personennahverkehr zu fördern.
Die demografische Entwicklung der Stadt zeigte in den Jahren nach 1990 eine stabile Tendenz. Die Einwohnerzahl bewegte sich um die Marke von 33.000, mit leichten Schwankungen in den einzelnen Jahren. Diese Stabilität spiegelte die Attraktivität Gelderns als Wohnort wider, bedingt durch eine gute Infrastruktur, vielfältige Bildungs- und Freizeitangebote sowie eine hohe Lebensqualität.

## Weitere Entwicklungen

### Bevölkerungsentwicklung

Bevölkerungsentwicklung Gelderns.

Im 14. und 15. Jahrhundert zählte Geldern zu den landtagsfähigen Städten des Herzogtums. Es wird angenommen, dass die Stadt damals etwa 2.500 Einwohner hatte. Im Vergleich dazu waren andere Ortschaften wie Wachtendonk, Straelen und Nieuwstadt mit jeweils rund 500 Einwohnern deutlich kleiner. Im 16. Jahrhundert, insbesondere während der Regentschaft von Karl V., erlebte Geldern eine Phase des Wachstums und der wirtschaftlichen Blüte. Schätzungen zufolge könnte die Einwohnerzahl in dieser Zeit auf etwa 3.000 bis 4.000 Personen angestiegen sein. Diese Entwicklung wurde durch die strategische Lage der Stadt und ihre Bedeutung als Handelszentrum begünstigt. Die Wirren des Dreißigjährigen Krieges (1618–1648) und nachfolgende Konflikte führten jedoch zu Bevölkerungsverlusten und wirtschaftlichem Niedergang. Erst im 18. Jahrhundert stabilisierte sich die Lage wieder, und die Einwohnerzahl begann allmählich zu steigen. Um 1800 wird die Bevölkerung Gelderns auf etwa 5.000 Personen geschätzt.
Historische Bevölkerungszahlen sind für Geldern vor allem ab dem 19. Jahrhundert dokumentiert. Im Jahr 1885 zählte die Stadt 5.690 Einwohner. Bis 1905 stieg die Einwohnerzahl auf 6.551 an. In den folgenden Jahrzehnten setzte sich dieses Wachstum fort, sodass 1937 bereits 7.228 Menschen in Geldern lebten. Der Zweite Weltkrieg hatte jedoch gravierende Auswirkungen auf die Bevölkerungsstruktur. Durch Kriegseinwirkungen und die Evakuierung der Bevölkerung sank die Einwohnerzahl bis 1946 auf 5.288. In den Nachkriegsjahren erholte sich die Stadt allmählich, und die Bevölkerung nahm wieder zu. In den 1950er Jahren erreichte man bereits die 10.000-Marke. Ein bedeutender Anstieg ist insbesondere in der zweiten Hälfte des 20. Jahrhunderts zu verzeichnen. So wurden 1986 bereits 31.000 Einwohner registriert. Dieser Trend setzte sich in den folgenden Jahrzehnten fort. Im Jahr 2004 lebten 33.000 Menschen in Geldern. Aktuelle Daten des Statistischen Landesamtes Nordrhein-Westfalen (IT.NRW) zeigen, dass die Einwohnerzahl bis Ende 2022 auf 34.298 gestiegen ist. Diese Entwicklung verdeutlicht ein kontinuierliches Bevölkerungswachstum in Geldern über die letzten Jahrzehnte hinweg. Das liegt jedoch vorwiegend an der Zuwanderung, während die natürliche Entwicklung durch Tode und Geburten einen Rückgang darstellen.

### Gemeinde- und Kreisgröße
Im Jahr 1816, nach den Beschlüssen des Wiener Kongresses, wurde der Kreis Geldern im Regierungsbezirk Düsseldorf der preußischen Rheinprovinz gegründet. Die Stadt Geldern fungierte dabei als Verwaltungssitz des Kreises. Der Kreis umfasste eine Fläche von 510,25 km² und hatte bis zu seiner Auflösung im Jahr 1974 eine wechselnde Anzahl von Gemeinden.
Die Stadt Geldern hat im Zuge der kommunalen Gebietsreformen in Nordrhein-Westfalen nach der Gründung der Bundesrepublik Deutschland erhebliche Veränderungen in ihrer Gemeindegröße erfahren.
Ein bedeutender Einschnitt erfolgte durch das „Gesetz zur Neugliederung des Landkreises Geldern“ vom 11. März 1969, das am 1. Juli 1969 in Kraft trat. Dieses Gesetz führte zur Zusammenlegung der Stadt Geldern mit den umliegenden Gemeinden Kapellen, Pont, Veert und Vernum sowie Teilen der Gemeinden Aengenesch, Hartefeld, Lüllingen und Poelyck. Die neu gebildete Gemeinde behielt den Namen „Geldern“ und führte die Bezeichnung als gesamtes Gemeindegebiet „Stadt“. Zudem wurde der Ortsteil Baersdonk der Gemeinde Nieukerk in die neue Stadt Geldern eingegliedert.
Diese Neugliederung vergrößerte das Stadtgebiet erheblich und brachte eine Erweiterung der Verwaltungsstrukturen mit sich. Ziel der Reform war es, die Verwaltungseffizienz zu steigern und die kommunale Selbstverwaltung zu stärken. Durch die Eingemeindungen wuchs die Fläche der Stadt beträchtlich, was eine bessere Planung und Entwicklung des städtischen Raums ermöglichte. Die Gebietsreform von 1969 war Teil einer umfassenden kommunalen Neugliederung in Nordrhein-Westfalen, die darauf abzielte, leistungsfähige kommunale Strukturen zu schaffen. Diese Reformen wurden in mehreren Phasen durchgeführt und fanden ihren weitgehenden Abschluss am 1. Januar 1975, als die letzten umfangreichen Gesetze zur Gebietsreform in den Ballungsräumen des Landes in Kraft traten.